# كتانية مراكشية
الكتانية المراكشية (باللاتينية: Linaria maroccana) نوع نباتي يتبع جنس الكتانية من الفصيلة الحملية من رتبة الشفويات.

## الموئل والانتشار
تنتشر في المغرب العربي.